# Fuse (álbum)
Fuse es el  undécimo álbum de estudio del dúo británico Everything but the Girl, cuyo lanzamiento fue el 21 de abril de 2023 a través de Buzzin' Fly y Virgin Records. Es su primer álbum de estudio en 24 años después de Temperamental (1999). El álbum fue precedido por el sencillo «Nothing Left to Lose» el 10 de enero de 2023.

## Antecedentes
El dúo comenzó a trabajar en el álbum en marzo de 2021, grabándolo en secreto tanto en su casa como en un estudio en las afueras de Bath, Inglaterra, con el ingeniero Bruno Ellingham, y Tracey Thorn afirmó que estaban “conscientes de las presiones de un regreso tan esperado, por lo que tratamos de comenzar en cambio con un espíritu de alegría de mente abierta”.
Ben Watt le dijo a NME que “querían volver con algo que sonara moderno. [...] Solo queríamos hacer un trabajo que sonara genial ahora en 2023. Ese fue el motor”. También explicó que Fuse no es “un álbum pandémico o un álbum de bloqueo, simplemente nos dimos cuenta de que había llegado el momento después de 23 años de espera”, y también se hizo eco de la declaración de Thorn de que la intención era ser “un poco juguetón y experimental para ver lo que sucede. No había un plan maestro”.

## Música
El álbum contiene una mezcla de pistas electrónicas y acústicas, con una declaración que lo describe como una “versión moderna del soul electrónico brillante” que el dúo produjo antes de su pausa en el 2000. Las pistas «When You Mess Up» e «Interior Space» comenzaron como “baladas de piano improvisadas” que Watt grabó en su iPhone.

## Lista de canciones
Todas las canciones escritas y compuestas por Ben Watt y Tracey Thorn.
1. «Nothing Left to Lose» – 3:44
2. «Run a Red Light» – 3:39
3. «Caution to the Wind» – 4:06
4. «When You Mess Up» – 3:48
5. «Time and Time Again» – 2:51
6. «No One Knows We're Dancing» – 4:09
7. «Lost» – 3:25
8. «Forever» – 3:41
9. «Interior Space» – 2:24
10. «Karaoke» – 3:51